# Subarbusto

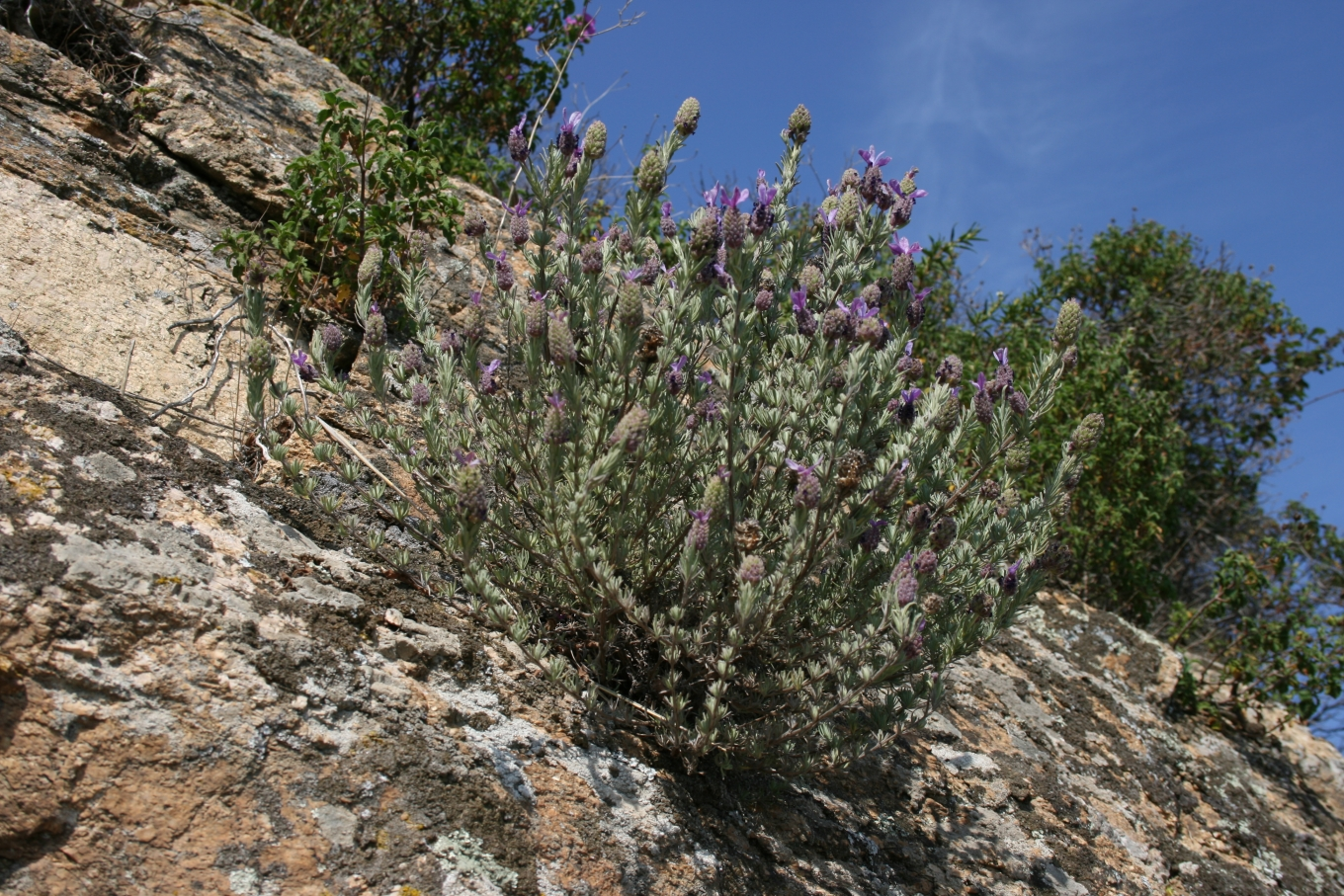
Exemplo: Lavandula stoechas

Subarbustos são plantas com porte intermediário entre uma erva e um arbusto. Geralmente o termo é empregado para plantas de pequeno porte que só possuem base lenhosa ou para aquelas que possuem caule subterrâneo lenhoso e parte aérea herbácea.